# Frieder Alberth
Frieder Alberth (nacido el 25 de junio de 1952 en Heubach, distrito de Ostalb) es un trabajador social alemán. Dedica su vida a la lucha incesante contra el sida, sobre todo en el este de Europa.

## Vida y logros
Después de la capacitación como un graduado Finanzwirt la oficina de impuestos Reutlingen y el estudio de la educación social en la Escuela Evangélica de Trabajo Social en Reutlingen, estudió Educación en la Universidad de Tübingen.
En 1982, fundó el grupo de investigación de la vida eV en Nürtingen (Landkreis Esslingen) -una consejería de crisis para los suicidas- y trabajó allí hasta 2001. Al mismo tiempo, se convirtió en un miembro y director gerente de la Augsburgo Ayuda sida.
En 2001, fundó con otros colegas en el movimiento contra el sida con el club 'Connect Plus' en Berlín. El trabajo de 'Connect Plus eV' tiene la transferencia de competencias a la meta. Se considera a la asociación un mediador entre los expertos alemanes en el campo de trabajo de ayuda de la lucha contra el sida y la asistencia médica y de enfermería.

## Premios
- 2004 Premio alemán de medios Bambi
- 2005 Tageszeitung (TAZ) candidato de 'Held des Alltags'

## Documentales de televisión
- El SIDA no conoce fronteras (2005 - Focus TV)
- Primeros auxilios para Odessa (2006 - BR)
- Riesgo total - un hombre en la lucha contra el SIDA (2007 - BWR)
- El sida - punto focal en el Mar Negro (2008 - SAT 1).